# Gran Premi d'Eifel del 2020
El Gran Premi d'Eifel del 2020 (oficialment anomenat Formula 1 Aramco Großer Preis der Eifel 2020) va ser l'onzena prova de la temporada 2020 de Fórmula 1. Va tenir lloc al Circuit de Nürburgring, a Nürburg, Alemanya, del 9 a l'11 d'octubre del 2020.

## Resultats

### Qualificació
| Pos.                     | No. | Pilot              | Constructor               | Temps    | Temps    | Temps    | Graella |
| Pos.                     | No. | Pilot              | Constructor               | Q1       | Q2       | Q3       | Graella |
| ------------------------ | --- | ------------------ | ------------------------- | -------- | -------- | -------- | ------- |
| 1                        | 77  | Valtteri Bottas    | Mercedes                  | 1:26.573 | 1:25.971 | 1:25.269 | 1       |
| 2                        | 44  | Lewis Hamilton     | Mercedes                  | 1:26.620 | 1:25.390 | 1:25.525 | 2       |
| 3                        | 33  | Max Verstappen     | Red Bull Racing-Honda     | 1:26.319 | 1:25.467 | 1:25.562 | 3       |
| 4                        | 16  | Charles Leclerc    | Ferrari                   | 1:26.857 | 1:26.240 | 1:26.035 | 4       |
| 5                        | 23  | Alexander Albon    | Red Bull Racing-Honda     | 1:27.126 | 1:26.285 | 1:26.047 | 5       |
| 6                        | 3   | Daniel Ricciardo   | Renault                   | 1:26.836 | 1:26.096 | 1:26.223 | 6       |
| 7                        | 31  | Esteban Ocon       | Renault                   | 1:27.086 | 1:26.364 | 1:26.242 | 7       |
| 8                        | 4   | Lando Norris       | McLaren-Renault           | 1:26.829 | 1:26.316 | 1:26.458 | 8       |
| 9                        | 11  | Sergio Pérez       | Racing Point-BWT Mercedes | 1:27.120 | 1:26.330 | 1:26.704 | 9       |
| 10                       | 55  | Carlos Sainz       | McLaren-Renault           | 1:27.378 | 1:26.361 | 1:26.709 | 10      |
| 11                       | 5   | Sebastian Vettel   | Ferrari                   | 1:27.107 | 1:26.738 | N/A      | 11      |
| 12                       | 10  | Pierre Gasly       | AlphaTauri-Honda          | 1:27.072 | 1:26.776 | N/A      | 12      |
| 13                       | 26  | Daniil Kvyat       | AlphaTauri-Honda          | 1:27.285 | 1:26.848 | N/A      | 13      |
| 14                       | 99  | Antonio Giovinazzi | Alfa Romeo Racing-Ferrari | 1:27.532 | 1:26.936 | N/A      | 14      |
| 15                       | 20  | Kevin Magnussen    | Haas-Ferrari              | 1:27.231 | 1:27.125 | N/A      | 15      |
| 16                       | 8   | Romain Grosjean    | Haas-Ferrari              | 1:27.562 | N/A      | N/A      | 16      |
| 17                       | 63  | George Russell     | Williams-Mercedes         | 1:27.564 | N/A      | N/A      | 17      |
| 18                       | 6   | Nicholas Latifi    | Williams-Mercedes         | 1:27.812 | N/A      | N/A      | 18      |
| 19                       | 7   | Kimi Räikkönen     | Alfa Romeo Racing-Ferrari | 1:27.817 | N/A      | N/A      | 19      |
| 20                       | 27  | Nico Hülkenberg    | Racing Point-BWT Mercedes | 1:28.021 | N/A      | N/A      | 20      |
| Temps del 107%: 1:32.361 |     |                    |                           |          |          |          |         |
| Font:                    |     |                    |                           |          |          |          |         |

### Cursa
| Pos.                                                                       | No. | Pilot              | Constructor               | Voltes | Temps       | Graella | Punts |
| -------------------------------------------------------------------------- | --- | ------------------ | ------------------------- | ------ | ----------- | ------- | ----- |
| 1                                                                          | 44  | Lewis Hamilton     | Mercedes                  | 60     | 1:35:49.641 | 2       | 25    |
| 2                                                                          | 33  | Max Verstappen     | Red Bull Racing-Honda     | 60     | +4.470      | 3       | 191   |
| 3                                                                          | 3   | Daniel Ricciardo   | Renault                   | 60     | +14.613     | 6       | 15    |
| 4                                                                          | 11  | Sergio Pérez       | Racing Point-BWT Mercedes | 60     | +16.070     | 9       | 12    |
| 5                                                                          | 55  | Carlos Sainz       | McLaren-Renault           | 60     | +21.905     | 10      | 10    |
| 6                                                                          | 10  | Pierre Gasly       | AlphaTauri-Honda          | 60     | +22.766     | 12      | 8     |
| 7                                                                          | 16  | Charles Leclerc    | Ferrari                   | 60     | +30.814     | 4       | 6     |
| 8                                                                          | 27  | Nico Hülkenberg    | Racing Point-BWT Mercedes | 60     | +32.596     | 20      | 4     |
| 9                                                                          | 8   | Romain Grosjean    | Haas-Ferrari              | 60     | +39.081     | 16      | 2     |
| 10                                                                         | 99  | Antonio Giovinazzi | Alfa Romeo Racing-Ferrari | 60     | +40.035     | 14      | 1     |
| 11                                                                         | 5   | Sebastian Vettel   | Ferrari                   | 60     | +40.810     | 11      |       |
| 12                                                                         | 7   | Kimi Räikkönen     | Alfa Romeo Racing-Ferrari | 60     | +41.476     | 19      |       |
| 13                                                                         | 20  | Kevin Magnussen    | Haas-Ferrari              | 60     | +49.585     | 15      |       |
| 14                                                                         | 6   | Nicholas Latifi    | Williams-Mercedes         | 60     | +54.449     | 18      |       |
| 15                                                                         | 26  | Daniil Kvyat       | AlphaTauri-Honda          | 60     | +55.588     | 13      |       |
| –                                                                          | 4   | Lando Norris       | McLaren-Renault           | 42     | –           | 8       |       |
| –                                                                          | 23  | Alexander Albon    | Red Bull Racing-Honda     | 23     | –           | 5       |       |
| –                                                                          | 31  | Esteban Ocon       | Renault                   | 22     | –           | 7       |       |
| –                                                                          | 77  | Valtteri Bottas    | Mercedes                  | 18     | –           | 1       |       |
| –                                                                          | 63  | George Russell     | Williams-Mercedes         | 12     | –           | 17      |       |
| Volta ràpida: Max Verstappen (Red Bull Racing-Honda) – 1:28.139 (volta 60) |     |                    |                           |        |             |         |       |
| Font:                                                                      |     |                    |                           |        |             |         |       |

Notes
- ^1  – Inclou un punt per la volta ràpida.

## Classificació del campionat després de la cursa
| Pos.  | Pilot            | Punts |
| ----- | ---------------- | ----- |
| 1     | Lewis Hamilton   | 230   |
| 2     | Valtteri Bottas  | 161   |
| 3     | Max Verstappen   | 147   |
| 4     | Daniel Ricciardo | 78    |
| 5     | Sergio Pérez     | 68    |
| Font: |                  |       |

| Pos.  | Constructor               | Punts |
| ----- | ------------------------- | ----- |
| 1     | Mercedes                  | 391   |
| 2     | Red Bull Racing-Honda     | 211   |
| 3     | Racing Point-BWT Mercedes | 120   |
| 4     | McLaren-Renault           | 116   |
| 5     | Renault                   | 114   |
| Font: |                           |       |

- Nota: Només s'inclouen les cinc primeres posicions en les dues classificacions.